# Frontera entre España y Francia
La frontera entre España y Francia fue definida formalmente en 1659, separa ambos países desde Hendaya y Fuenterrabía en el oeste, corriendo superpuesta a los Pirineos, hasta Cerbère y Portbou, junto al Mediterráneo.

## Características

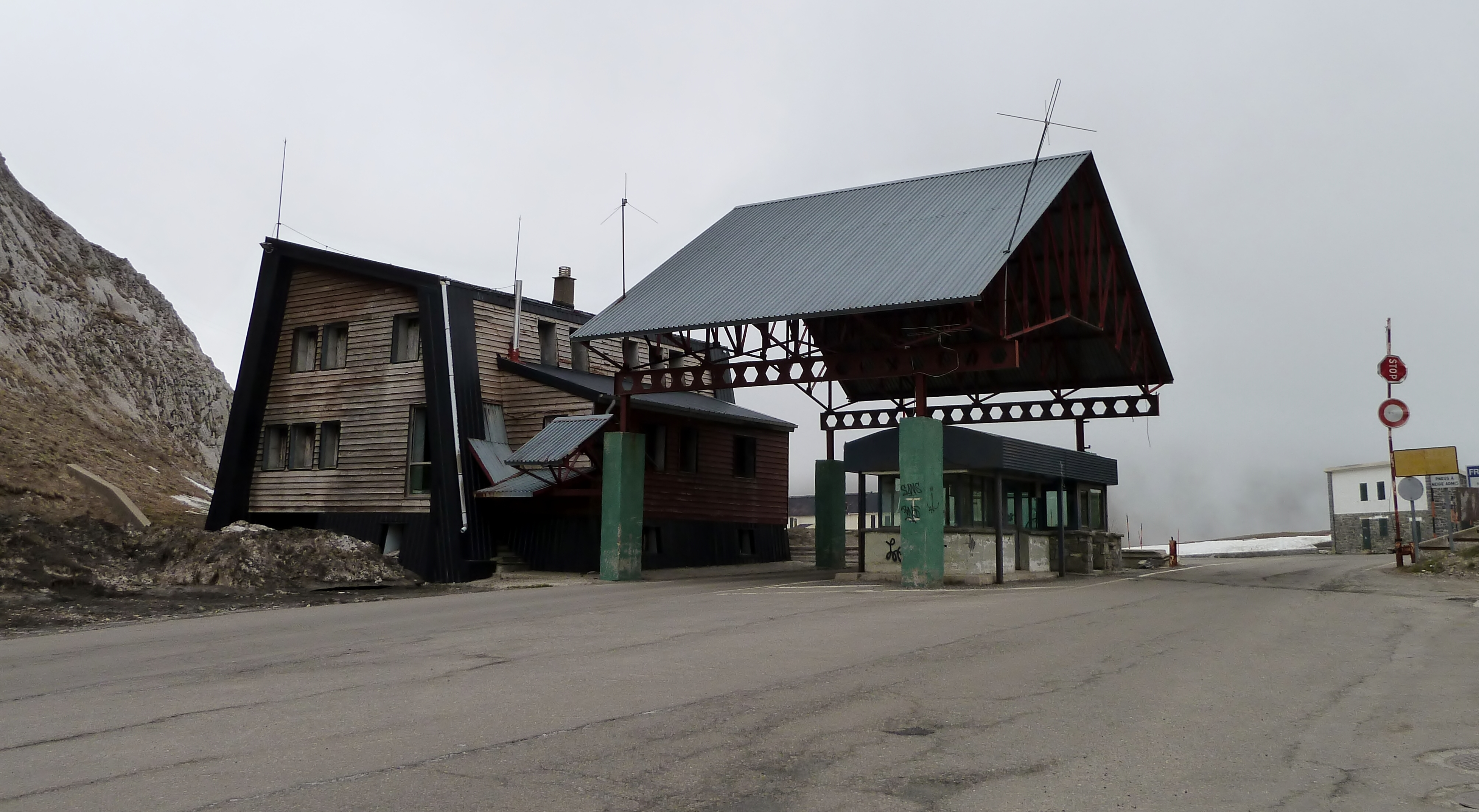
Frontera francoespañola en Portalet d'Aneu.

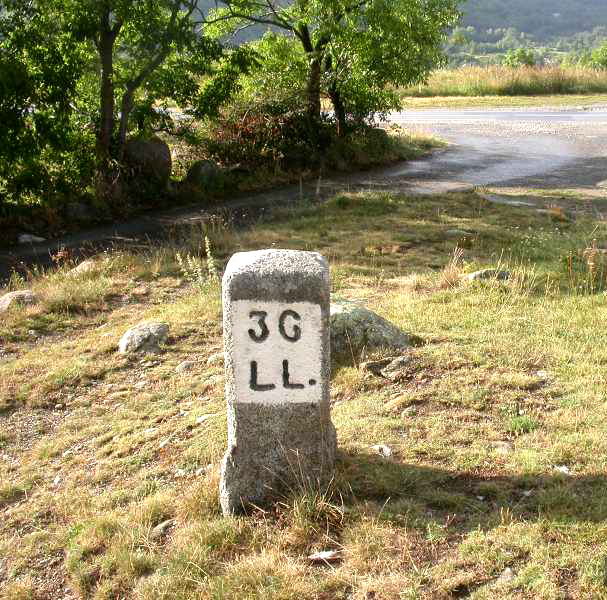
Mojón que indica la frontera entre España y Francia, por los municipios de Llivia (Gerona) y Angoustrine-Villeneuve-des-Escaldes (Pirineos Orientales).

### Frontera principal
La frontera francoespañola se extiende a lo largo de 656,3 km, al suroeste de Francia y el noreste de España. Comienza en el oeste sobre el mar Cantábrico entre  la ciudad francesa de Hendaya y la ciudad española de Fuenterrabía. La frontera sigue hacia el este, a lo largo de los Pirineos hasta Andorra. En este punto, el pequeño país interrumpe la frontera entre España y Francia en 63,7 km por el lado español y 56 km por el lado francés. Continúa hacia el este, hasta el mar Mediterráneo, a la altura de Cerbère en Francia y Portbou en España.
De oeste a este, cruzando la frontera:
- España
  - Guipúzcoa (País Vasco)
  - Navarra
  - Huesca (Aragón)
  - Lérida (Cataluña)
  - Gerona (Cataluña)

- Francia
  - Pirineos Atlánticos (Nueva Aquitania)
  - Altos Pirineos (Occitania)
  - Alto Garona (Occitania)
  - Ariège (Occitania)
  - Pirineos Orientales (Occitania)

### Llivia
España tiene un enclave en el territorio francés, Llivia, en los Pirineos Orientales.

### Isla de los Faisanes
Poco después del inicio de la frontera occidental, siguiendo el curso del río Bidasoa, se encuentra la isla de los Faisanes ubicado en el medio del río, tiene un particular régimen de fronteras: la isla es un condominio, cuya soberanía es compartida entre los dos países.

## Territorios transpirenaicos

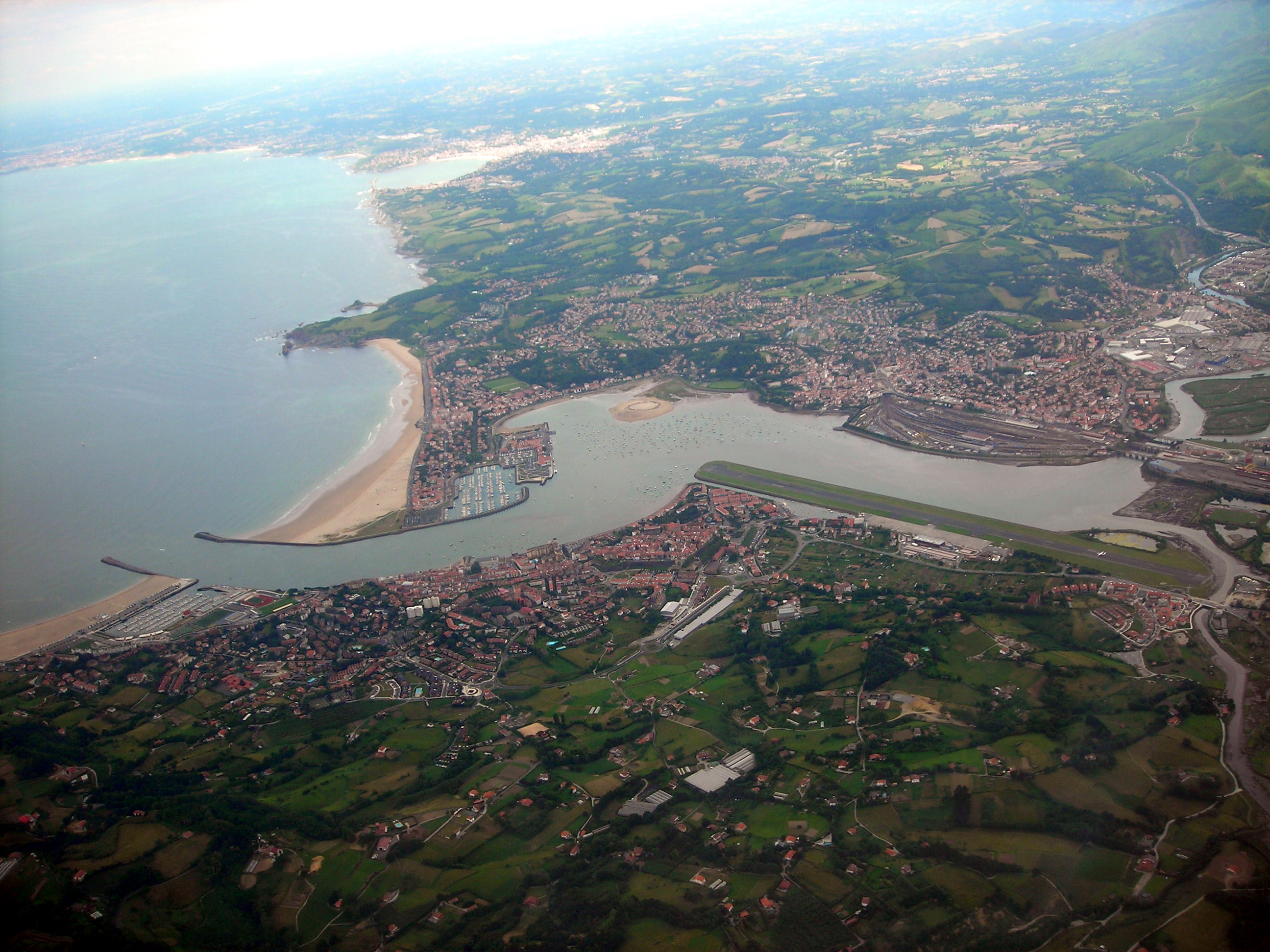
Extremo oeste de la Frontera entre España y Francia (Bahía de Chingudi)

El Tratado de los Pirineos establecía como frontera entre España y Francia el trazado natural de la cresta de los Pirineos, esto es tomando la divisoria principal que divide las cuencas fluviales de la vertiente norte de la sur. Sin embargo, hay notorias excepciones que se plasmaron en los diferentes tratados del siglo XIX.
La primera excepción se encuentra en la parte occidental de la frontera, la cual es fluvial, siendo el río Bidasoa y su desembocadura el que delimita de manera natural la división entre los dos países. Este tramo se alarga hasta el límite entre Guipúzcoa y Navarra, cuando se inicia el ascenso de los primeros montes pirenaicos. A partir de entonces, toda la cuenca hidrográfica del Bidasoa queda del lado español.

### España norpirenaica
En Navarra se concentra el mayor número de excepciones a la delimitación por vertientes fluviales. Si bien el primer caso se halla en las cabeceras de los arroyos Sagasti y Arizmendi, la primera singularidad reseñable la conforma el valle de Xareta. Éste está conformado por cuatro municipios: Sare y Ainhoa del lado francés y Zugarramurdi y Urdax en territorio español. El valle de Xareta pertenece a la cuenca del Río Nivelle, en la vertiente norte. El motivo por el que los dos municipios se mantuvieron en soberanía española es que desde sus orígenes estas localidades estuvieron unidas al antiguo Reino de Navarra. El antiguo monasterio de Urdax, que dio origen a las dos poblaciones, participaba de las Cortes navarras a través de sus abades, quienes tenían voz y voto.
Entre el territorio denominado Quinto Real y el valle de los Aldudes, España adentra su frontera a los prados y laderas de la vertiente norte, sin hallarse aquí poblaciones ni localidades. Este hecho, que se extiende en la frontera durante unos 12 km, se explica por la disputa de estos prados por parte de los ganaderos locales, los cuales a pesar de estar en la cuenca del río Ugarana, y por lo tanto del lado francés, el acceso es más fácil desde la vertiente sur, es decir, desde la parte española. Finalmente, en el Tratado de Bayona de 1856 se establece que los prados más meridionales, aun perteneciendo geográficamente a la cuenca del Ugarana, pasarían a formar parte del territorio español.
El municipio de Valcarlos y sus pedanías se encuentran enteramente del lado francés, sin embargo su soberanía es española. Esto es debido a una permuta realizada en el año 1406 por el rey Carlos III de Navarra, el cual vinculó Valcarlos a la merindad de Sangüesa, en la vertiente sur de los Pirineos. De este modo, los municipios de Zugarramurdi, Urdax y Valcarlos son los únicos navarros situados en la parte norte de los Pirineos, en la cuenca hidrográfica septentrional.
En Cataluña, el Valle de Arán es el mayor territorio transpirenaico de España. Este valle, que se engloba geográficamente en la cuenca atlántica y en el que nace uno de los principales ríos franceses, el Garona. Se mantuvo vinculado desde sus orígenes al antiguo reino de Aragón y, posteriormente, a España. De hecho, en el siglo X aparecen las primeras menciones al valle que lo relacionan con el condado de Ribagorza, de la vertiente sur de los Pirineos. También en Cataluña, la cabecera de la Ribera de les Salines, con el santuario de la Virgen de las Salinas, pertenece administrativamente al municipio de Massanet de Cabrenys, pero sus aguas discurren hacia el río de Les Illes y el río Tec, en la vertiente norte.

### Francia surpirenaica
En los Pirineos Atlánticos, la selva de Irati, que se ubica completamente en la vertiente sur de los Pirineos, esto es de la parte española, se encuentra dividida, de tal modo que la zona septentrional de la misma se encuentra bajo soberanía francesa, en la Baja Navarra. En este caso, se delimitó la frontera mediante el uso de los diferentes arroyos que discurren por la zona, todos pertenecientes a la cuenca hidrográfica del Ebro. La situación se acordó de tal modo que ambas naciones pudieran aprovechar los recursos forestales del bosque.
Sin embargo, en los Pirineos Orientales se encuentra la única zona francesa habitada en la vertiente sur de los Pirineos: la Alta Cerdaña. A la altura de la comuna francesa de Bolquère, a escasos 20 km de la frontera actual entre España y Francia, se encuentra la divisoria entre las cuencas hidrográficas del Ebro, en España, y del Tet, en Francia. Es por ello que todas las localidades francesas de la Alta Cerdaña se encuentran geográficamente ubicadas dentro de la península ibérica. En 1660 se firma el Tratado de Llivia por el que España divide el antiguo condado de Cerdaña, cediendo a Francia la soberanía sobre todas las localidades ceretanas situadas al norte del río Reür, excepto Llivia, que por ostentar el título de villa quedó como enclave español. Asimismo, el Fuerte de Bellegarde, que históricamente ha protegido el estratégico paso de Le Perthus, queda en el lado sur de la cordillera. Finalmente, y dada su situación sobre el mismo puerto de montaña, un terreno de la comuna de Coustouges, en la comarca del Vallespir, también se introduce en la vertiente surpirenaica.

### Andorra
El Principado de Andorra se configura en torno a una serie de valles de la vertiente sur de los Pirineos, recorridos por el río Valira, afluente del Segre y, por lo tanto, perteneciente a la cuenca hidrográfica del Ebro. Sin embargo, la Solana de Andorra se halla en la cabecera del Río Ariège, siendo el único territorio andorrano situado en la vertiente atlántica de los Pirineos. Esto se debe a que, aunque el valle abierto por el Arieja forma parte de la vertiente norte, ha sido la entrada natural a los valles andorranos desde la Cerdaña.
Cabe reseñar el curioso caso de Os de Civís, localidad española que se encuentra ubicada en un valle geográficamente perteneciente a la cuenca andorrana del Valira. De hecho, en la actualidad el acceso por carretera a esta localidad tan solo puede hacerse desde Andorra, convirtiéndolo en un periclave de España.

## Historia

### Antecedentes
El trazado formal de la frontera franco-española se remonta a la firma del Tratado de los Pirineos entre los reinos de España y Francia en 1659.  A este seguiría el Tratado de Llivia del año siguiente, por el que se transfería a Francia la soberanía de varios pueblos del valle de Querol.
Posteriormente habría algunos acuerdos sobre zonas puntuales: el convenio firmado en Perpiñán en 1764, que establecía los límites entre el Ampurdán y Coll de Pertús o el tratado de Elizondo de 1785, por el que se demarcaban los límites a la altura de Aldudes y Valcarlos.

### Tratados de Bayona

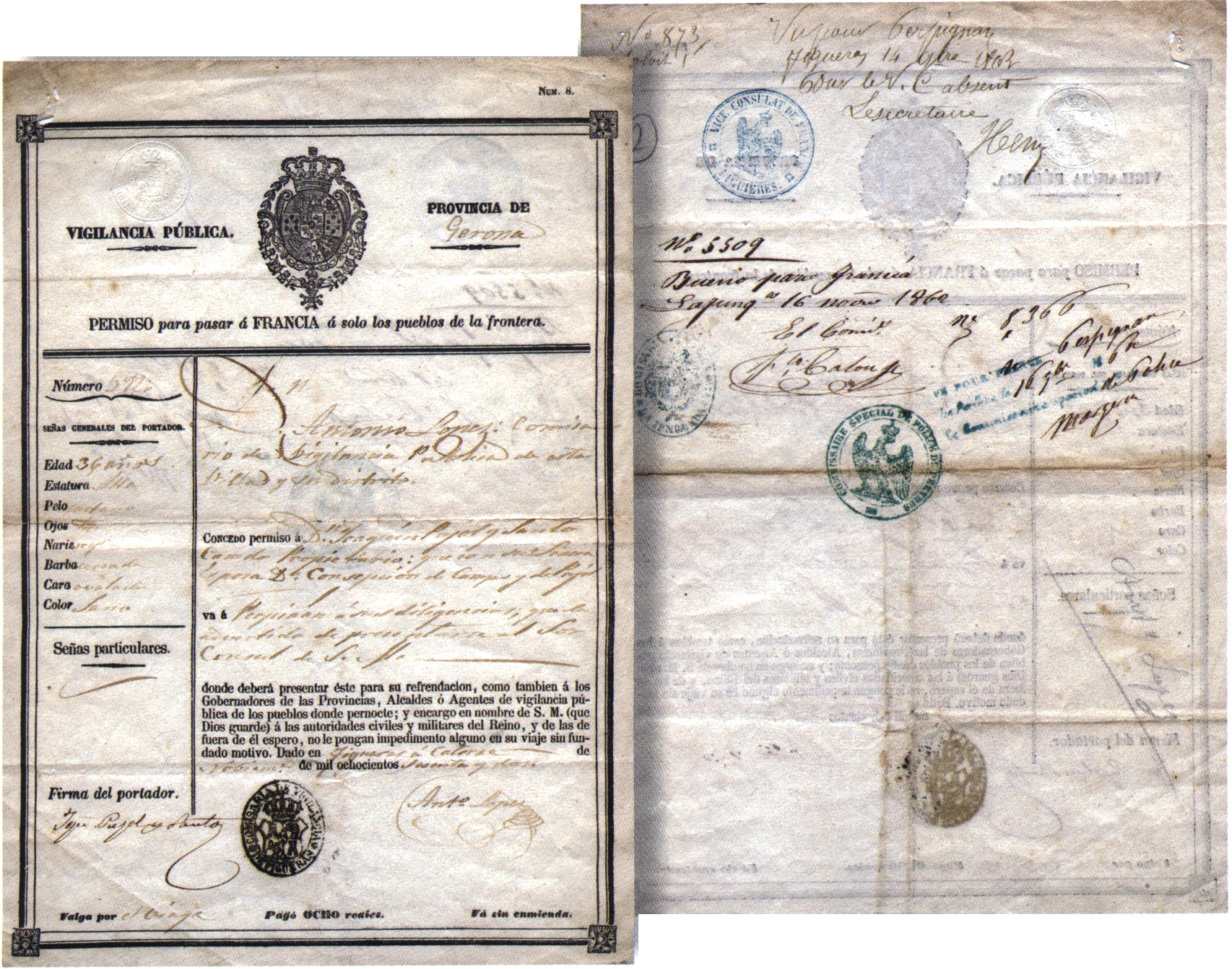
Permiso para pasar á Francia á solo los pueblos de la frontera, 1862.

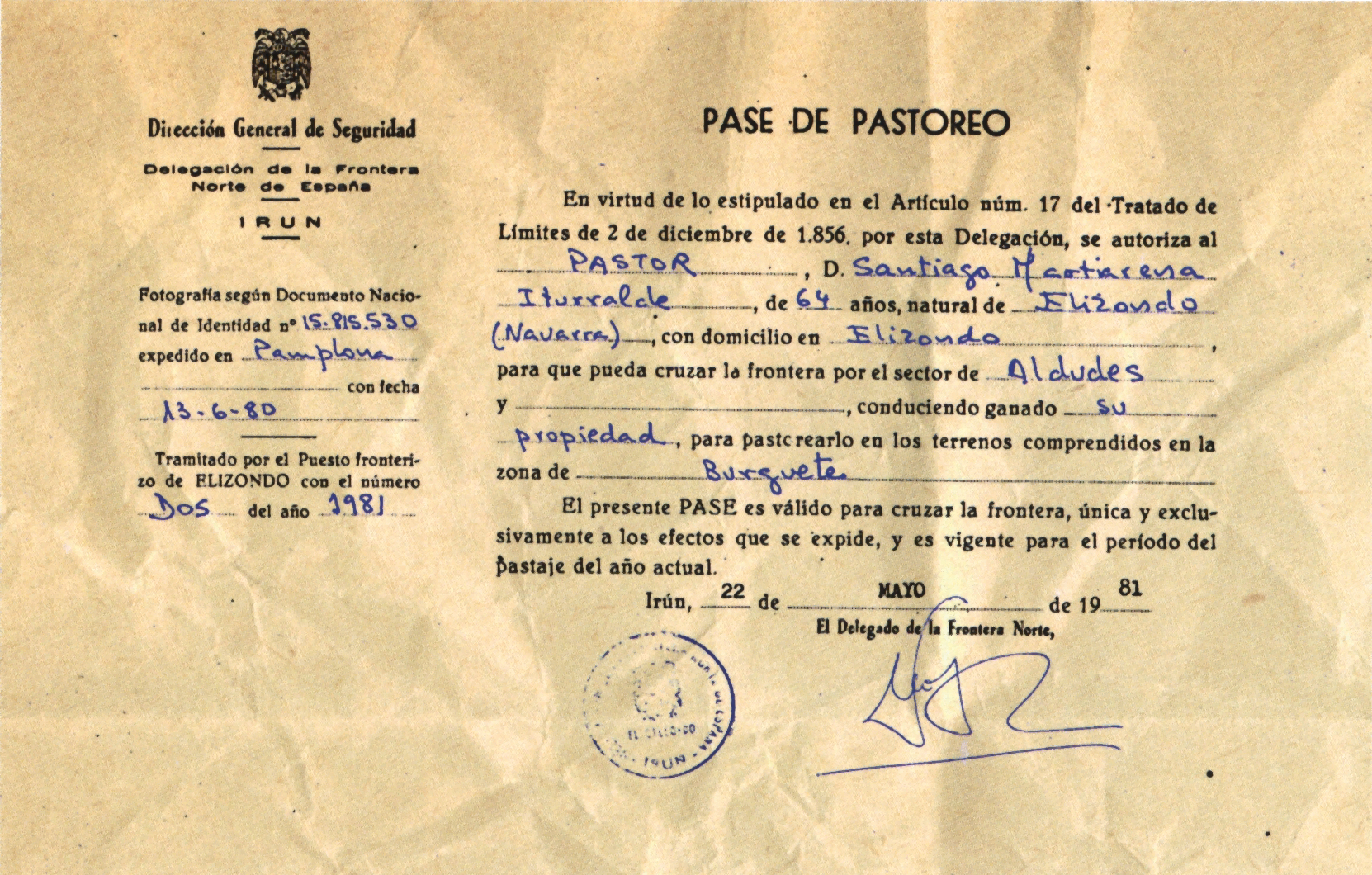
Paseo de pastoreo, 1981.

La delimitación definitiva, que en su mayor parte todavía sigue vigente, se llevó a cabo con la firma de los Tratados de Bayona entre 1856 y 1868.  Durante los mandatos de la reina de España Isabel II y del emperador francés Napoleón III se firmaron entre ambos países varios acuerdos por los que se estableció la frontera:
- El tratado de 1856, por el que se demarcaban los límites en las provincias de Guipúzcoa y Navarra.
- El tratado de 1862, que señalaba los límites en las provincias de Huesca y Lérida.
- El tratado de 1866, que hacía lo propio desde el valle de Andorra hasta el Mediterráneo.
- El acta final del arreglo de límites, firmada en 1868.

### Modificaciones posteriores
Posteriormente ambos países concertarían acuerdos menores sobre el mismo punto. En 1980 se firmó un convenio para definir la frontera en el interior del túnel Bielsa-Aragnouet, y en 1984, con motivo de la construcción de la carretera que uniría el valle del Roncal con Arette, se acordó la cesión mutua de terrenos de 2710 m² de superficie.
En 1995, con la entrada en vigor del Acuerdo de Schengen, se suprimieron los controles fronterizos de personas y mercancías, garantizando así la libertad de circulación a través de la frontera. Recientemente, se ha valorado la reapertura de la línea de ferrocarril de Canfranc, más el estudio de varios proyectos entre Renfe y la SNCF para unir ambos países por trenes de alta velocidad, como el Corredor Mediterráneo.

## Amojonamiento

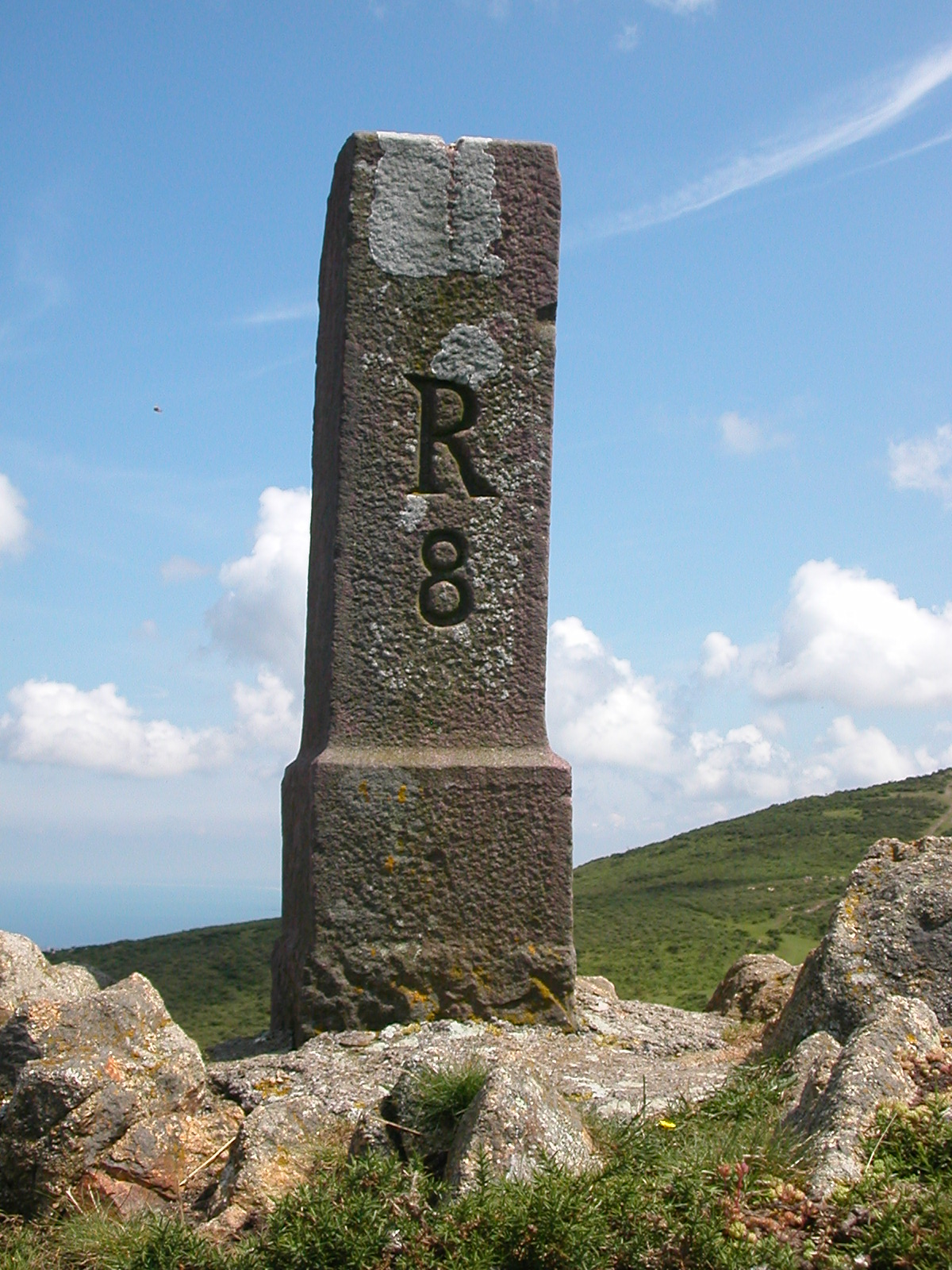
Mojón limítrofe entre Vera de Bidasoa y Biriatou.

A raíz de lo establecido en los tratados de Bayona, la frontera se encuentra físicamente señalizada mediante 602 mojones que jalonan sobre el terreno la división entre ambos países. Estos mojones están numerados de oeste a este: el primero situado a orillas del Bidasoa y el último en Cap Cèrbere, marcados con números y letras consecutivos.
Otros 45 mojones señalan la frontera alrededor de Llivia; estos están numerados en sentido antihorario a partir del número 1, situado a la entrada de la carretera francesa RD-68 en el enclave. El mantenimiento de esta señalización corre indistintamente por cuenta de ambos estados.
Sin embargo, el país que se ha mostrado más regular en este mantenimiento ha sido España. De hecho, el Servicio Geográfico del Ejército de Tierra de España y el Instituto Geográfico Nacional desarrolla la tarea  de definir con posiciones exactas de GPS los accidentes geográficos y las mugas referidas en los tratados de Bayona. De esta forma, aunque la erosión pueda provocar modificaciones en ellas, la delimitación fronteriza permanece inalterable gracias a la previa fijación por GPS.

## Principales pasos fronterizos
- Irún / Hendaya
- Ibardin
- Larrún
- Col de Lizuniaga
- Col de Lizarrieta
- Ainhoa / Urdax
- Col d'Iguskiegui
- Col d'Ispéguy
- Col d'Esnazu
- Valcarlos / Arnéguy
- Port de Larrau
- Col de la Pierre Saint-Martin
- Pas d'Arlas
- Somport
- Portalet d'Aneu
- Port de Boucharo
- Túnel de Bielsa

Cartel de entrada a Francia.

Cartel de entrada a España.

- Puerto del Portillón (Frontera Francia-España)
- Pont du Roi
- Puigcerdá / Bourg-Madame
- Col d'Ares
- La Junquera/Col du Perthus
- Col des Balistres (Portbou / Cerbère)

## Transporte ferroviario
Existen dos conexiones por ferrocarril de importancia para el transporte de mercancías entre ambos países, localizadas en ambos extremos de la cordillera pirenaica. También existe una tercera conexión mediante trenes regionales a través de la línea Ripoll-Puigcerdá, en la provincia de Gerona. Entre los municipios de Irún y Hendaya, con una frecuencia de 30 minutos, circula la línea E2 de EuskoTren que conecta con San Sebastián, también conocida como TOPO. Por último, existió una conexión en los Pirineos centrales enlazando Zaragoza y Pau a través de un túnel; sin embargo, un accidente en la parte francesa destruyó un tramo de la vía en 1970 y la estación de Canfranc en el lado español ha sido una estación terminal desde entonces. Las instituciones gubernamentales de España, Francia, Aragón y Nueva Aquitania están estudiando la reapertura de la Línea Pau-Canfranc desde 2021, aunque el proyecto original comenzó en 2016.

## Municipios españoles fronterizos con Francia
Los municipios españoles fronterizos se recogen en Anexo:Municipios fronterizos con Francia de España.